# Ja Jai / La flor que anda de mano en mano
«Ja Jai / La flor que anda de mano en mano» es el tercer sencillo oficial del cantautor chileno Víctor Jara como solista. Fue lanzado en 1967 y pertenece al álbum Víctor Jara lanzado el año anterior.

## Lista de canciones
| Lado A |          |                   |          |  |
| N.º    | Título   | Escritor(es)      | Duración |  |
| 1.     | «Ja Jai» | popular boliviana |          |  |

| Lado B |                                    |                 |          |  |
| N.º    | Título                             | Escritor(es)    | Duración |  |
| 2.     | «La flor que anda de mano en mano» | popular chilena |          |  |